# Парламентські вибори у Франції 2024
Перший тур позачергових парламентських виборів у Франції пройшов 30 червня 2024 року, другий тур відбувся 7 липня. Вибори були призначені в червні 2024 року, коли президент країни Емманюель Макрон розпустив Національні збори у зв'язку з виборами до Європарламенту, на яких французькі ультраправі випередили правлячу коаліцію.
У першому турі ультраправа партія «Національне об'єднання» Марін Ле Пен та її союзники набрали понад 33 % голосів та отримали 39 місць у парламенті. Загалом у першому турі було обрано 76 депутатів. У другий тур вийшло 444 кандидати від «Національного об'єднання» та союзників, 415 кандидатів від лівого «Нового народного фронту», 321 кандидат від ліберальної коаліції «Разом за Республіку», яка підтримує президента Емманюеля Макрона, 88 кандидатів від партії «Республіканці» або інших правих (за класифікацією газети «Le Monde»). Таким чином, крім округів, де у другий тур вийшло по два кандидати, у 306 округах у другий тур вийшло по три кандидати, а у п'яти — по чотири. Після добровільної відмови в участі 134 лівих та 82 ліберальних кандидатів, другий тур із трьома кандидатами пройшов у 89 округах, а з чотирма — у двох.
Другий тур показав несподівані результати: хоча жодна з коаліцій не набрала абсолютної більшості, ліві кандидати «Нового народного фронту» (ННФ) набрали відносну більшість мандатів, друге місце посіла ліберальна коаліція «Разом за Республіку», а партія «Національне об'єднання» опинилася лише на третьому місці за числом місць. Прем'єр-міністр Габріель Атталь оголосив, що йде з посади з 8 липня, проте президент Емманюель Макрон відхилив прохання про відставку.
Післявиборчі переговори лідерів ННФ та їхніх союзників щодо узгодження кандидата на посаду нового прем'єр-міністра затягнулись до 23 липня, коли вдалось домовитись щодо кандидатури Люсі Касте, проте президент Макрон відмовився призначати її, чере що в ННФ оголосили, що вони не братимуть участі в подальших переговорах з Макроном, якщо це не буде «обговорення формування уряду». 5 вересня Макрон призначив Мішеля Барньє з партії Республіканці новим прем'єр-міністром Франції.

## Опитування суспільної думки

Середня крива опитувань:

## Результати
|                                                |                             |            |            |            |            |            |            |              |      |  |  |  |  |  |
| Партії і коаліції                              | Партії і коаліції           | Перший тур | Перший тур | Перший тур | Другий тур | Другий тур | Другий тур | Всього місць | +/–  |  |  |  |  |  |
| Партії і коаліції                              | Партії і коаліції           | Голосів    | %          | Місць      | Голосів    | %          | Місць      | Всього місць | +/–  |  |  |  |  |  |
|                                                | Новий народний фронт        | 8 995 226  | 28,06      | 32         | 7 005 503  | 25,68      | 146        | 178          | ▲47  |  |  |  |  |  |
|                                                | Разом за Республіку         | 6 425 707  | 20,04      | 2          | 6 314 523  | 23,15      | 148        | 150          | ▼95  |  |  |  |  |  |
|                                                | Національне об'єднання      | 9 379 092  | 29,26      | 37         | 8 745 076  | 32,05      | 88         | 125          | ▲36  |  |  |  |  |  |
|                                                | Республіканці               | 2 106 166  | 6,57       | 1          | 1 474 722  | 5,41       | 38         | 39           | ▼25  |  |  |  |  |  |
|                                                | Різні праві                 | 1 154 785  | 3,60       | 2          | 980 547    | 3,59       | 25         | 27           | ▲17  |  |  |  |  |  |
|                                                | Союз крайніх правих         | 1 268 822  | 3,96       | 1          | 1 364 946  | 5,00       | 16         | 17           | нова |  |  |  |  |  |
|                                                | Різні ліві                  | 490 898    | 1,53       | 0          | 401 063    | 1,47       | 12         | 12           | ▼10  |  |  |  |  |  |
|                                                | Регіоналісти                | 310 727    | 0,97       | 0          | 288 201    | 1,06       | 9          | 9            | ▼1   |  |  |  |  |  |
|                                                | Різні центристи             | 391 423    | 1,22       | 0          | 177 164    | 0,65       | 6          | 6            | ▲2   |  |  |  |  |  |
|                                                | Екологи                     | 182 478    | 0,57       | 0          | 37 808     | 0,14       | 1          | 1            | ▲1   |  |  |  |  |  |
|                                                | Незалежні кандидати         | 142 871    | 0,45       | 0          | 38 025     | 0,14       | 1          | 1            | ▬0   |  |  |  |  |  |
|                                                | Різні ультраправі           | 59 679     | 0,19       | 1          | 23 216     | 0,09       | 0          | 1            | ▲1   |  |  |  |  |  |
|                                                | Різні ультраліві            | 366 594    | 1,14       | 0          |            |            |            |              | ▬0   |  |  |  |  |  |
|                                                | Реконкіста                  | 238 934    | 0,75       | 0          |            |            |            |              | ▬0   |  |  |  |  |  |
|                                                | Праві суверністи            | 90 094     | 0,28       | 0          | 18 672     | 0,07       | 0          | 0            | ▼1   |  |  |  |  |  |
|                                                | Радикальна партія лівих     | 12 434     | 0,04       | 0          |            |            |            |              | ▼1   |  |  |  |  |  |
| Загальна інформація                            |                             |            |            |            |            |            |            |              |      |  |  |  |  |  |
| Дійсних бюлетенів                              | Дійсних бюлетенів           | 32,057,946 | 97,41      | –          | 27 281 981 | 94,50      |            |              |      |  |  |  |  |  |
| Недійсних бюлетенів                            | Недійсних бюлетенів         | 267 803    | 0,81       | –          | 395 546    | 1,37       |            |              |      |  |  |  |  |  |
| Пустих бюлетенів                               | Пустих бюлетенів            | 582 908    | 1,77       | –          | 1 192 801  | 4,13       |            |              |      |  |  |  |  |  |
| Всього                                         | Всього                      | 32 908 657 | 100,00     | 76         | 28 870 430 | 100,00     | 501        | 577          | ▬    |  |  |  |  |  |
| Зареєстровано виборців/явка                    | Зареєстровано виборців/явка | 49 332 709 | 66,71      | –          | 43 328 539 | 66,63      | –          | –            | –    |  |  |  |  |  |
| Джерело: Міністерство внутрішніх справ Франції |                             |            |            |            |            |            |            |              |      |  |  |  |  |  |